# Roy Horb
Roy Dennis Horb (Suriname, 13 december 1953 – Paramaribo, 2 februari 1983) was een Surinaams militair. Na de Sergeantencoup was hij de rechterhand van legerleider Desi Bouterse.

## Biografie
Horb was een van de zestien sergeanten die in 1980 een staatsgreep pleegden in Suriname. Hij werd de tweede man van het regime-Bouterse. In 1979 had hij Desi Bouterse gevraagd voorzitter te worden van een nieuwe militaire vakbond en vervolgens vroeg hij Bouterse om de leiding op zich te nemen van een uit te voeren staatsgreep. Die staatsgreep pleegden Bouterse en Horb met 14 collega-sergeants op 25 februari 1980. Na de staatsgreep werd Horb lid van de negen personen tellende Nationale Militaire Raad.
Op 11 maart 1982 vond een tegencoup plaats door een groep rond Soerinder Rambocus. Daarbij werd Wilfred Hawker, die na een eerdere mislukte tegencoup op 15 maart 1981 in de gevangenis zat, bevrijd. Ook deze tegencoup mislukte en Hawker werd door Horb geliquideerd.
In de loop van 1982 kregen Desi Bouterse en Roy Horb verschil van mening over de te volgen koers. Door internationaal isolement gedwongen zocht Bouterse toenadering tot de linkse regimes van Fidel Castro in Cuba en Maurice Bishop in Grenada. Horb was het met deze koers niet eens. Hij vertrok naar Pittsburgh voor overleg, zogenaamd met Henk Chin A Sen die daar een medische opleiding volgde, maar in werkelijkheid met de CIA. Toen zijn CIA-contactpersonen hem vroegen of ze iets voor hem konden doen, bestelde hij in al zijn naïviteit twee renpaarden, die keurig werden afgeleverd.
Hierdoor lekten zijn contacten uit. Horb probeerde een bestand te sluiten met vakbondsleider Cyrill Daal en André Haakmat, maar Bouterse zag niets meer in zo'n akkoord. Op 7 december 1982 werden zestien tegenstanders van het regime van hun bed gelicht. Op Fred Derby na werden ze alle vermoord (zie Decembermoorden). Horb zou door Bouterse zijn bevolen mee te doen. Hij moest de gevangenen een bekentenis afdwingen, desnoods door middel van geweld en vormde samen met Bouterse en Paul Bhagwandas een "tribunaal". Horb zou hebben gepleit voor de vrijlating van Fred Derby, de enige overlevende van de moordpartij.
Op 30 januari 1983 werd Horb, inmiddels majoor en plaatsvervangend commandant van het Surinaamse leger, zelf gearresteerd. Ook zijn goede vriend John Hardjoprajitno werd gearresteerd. Ze werden gevangengezet op verdenking van het ondermijnen van de staatsveiligheid. De beschuldiging luidde dat ze betrokken zouden zijn bij een complot om Bouterse te vermoorden. Op 2 februari werd Horb dood aangetroffen in zijn cel in de Devil-strafbarak van de Militaire Politie. Hij zou, bang om te worden geëxecuteerd vanwege militair verraad, zelfmoord hebben gepleegd, door zich te verhangen aan het koord van zijn sportbroek. Volgens andere bronnen zou hij in zijn cel zijn vermoord. Horb werd 29 jaar oud.
Horb genoot grote populariteit onder de bevolking van Suriname en zijn begrafenis werd dan ook bijgewoond door zo'n tienduizend belangstellenden. De politie moest grote moeite doen om de mensenmassa in bedwang te houden. Onder de bezoekers van zijn uitvaart bevonden zich ook de toen net vanwege de Decembermoorden afgetreden premier Henry Neijhorst en de eveneens net afgetreden minister Ivan Graanoogst.
Na Horbs dood verscheen De Decembermoorden in Suriname: verslag van een ooggetuige. Het was door een ghostwriter geschreven voor Jan Sariman en zou zijn gebaseerd op mondelinge mededelingen van Horb. Horb had Sariman ook een notitie nagelaten die luidde: "Als ik mocht doodgaan bij een verkeersongeluk, door verdrinking of wat dan ook, weet één ding: ik ben vermoord. Vermoord door Desi en zijn bende."
Horb zou naast CIA-informant ook informant zijn geweest van de Nederlandse Inlichtingendienst Buitenland (IDB).